# Residência Ryongsong
Residência Ryongsong (em coreano:  룡성 관저), também chamada de Residência n.º 55 (em coreano: 55호 관저), é um palácio presidencial na Coreia do Norte e a residência principal do líder supremo norte-coreano Kim Jong-un e da primeira-dama da Coreia do Norte Ri Sol-ju.

## Localização
A residência está localizada no distrito de Ryongsong, no norte de Pyongyang, cerca de 12 km ao nordeste da Praça Kim Il-sung. O tamanho de todo o complexo de liderança é de cerca de 12km². De acordo com o ex-guarda-costas de Kim Jong-il, Lee Young-Guk, há pelo menos oito residências de líderes norte-coreanos fora de Pyongyang.

## Descrição
O complexo foi construído por uma brigada de construção do Exército Popular da Coreia e concluído em 1983 sob o governo de Kim Il-sung. Mais tarde, foi usado por Kim Jong-il, sua irmã Kim Kyong-hui e seu cunhado Jang Sung-taek. Desde que sucedeu a seu pai como líder da Coreia do Norte, Kim Jong-un usou a Residência Ryongsong como sua residência principal. O complexo possui uma sede subterrânea para tempos de guerra, protegida por paredes com barras de ferro e concreto revestido de chumbo em caso de uma guerra nuclear. Existem inúmeras unidades militares com posse de armas convencionais em grande escala para proteger o quartel-general que está ao redor do complexo. A área é cercada por uma cerca elétrica, campos minados e muitos pontos de controle de segurança. A sede está conectada com a Residência Changgyong (Residência n.º 26) e outras residências com túneis. Também há uma estação de trem subterrânea privada dentro do complexo residencial. Além de grandes casas e jardins bem cuidados, existem lagos artificiais e várias instalações recreativas. Testemunhas relataram interiores luxuosos com móveis ornamentados, tapetes macios e lustres sofisticados.

## Instalações
As instalações da residência são as seguintes:
- Salas de banquetes à beira do lago[15]
- Piscina 15 metros de largura e 50 metros de comprimento[16] com um toboágua[17]
- Pista de atletismo e campo de atletismo[18]
- Spa e sauna
- Estábulos e área de equitação
- Campo de tiro
- Pista de corrida de cavalos